# Olga Nikolaïeva
Pour les articles homonymes, voir Nikolaïeva.
Olga Nikolaïeva (en russe : Ольга Николаева) est une joueuse de volley-ball russe née le 14 mai 1972 à Novossibirsk.

## Palmarès
- Médaille d'argent aux Jeux olympiques de 2004